# اچ‌ام‌اس دایرکتور (۱۷۸۴)
اچ‌ام‌اس دایرکتور (۱۷۸۴) (به انگلیسی: HMS Director (1784)) یک کشتی بود که طول آن ۱۵۹ فوت (۴۸٫۵ متر) بود. این کشتی در سال ۱۷۸۴ ساخته شد.